# Мартинес, Энцо Габриэль
Энцо Габриэль Мартинес Суарес (исп. Matías Ernesto Ocampo Ornizún; род. 29 апреля 1998, Артигас) — уругвайский футболист, защитник клуба «Пачука».

## Клубная карьера
Мартинес — воспитанник клуба «Пеньяроль». 29 апреля 2018 года в матче против «Прогресо» он дебютировал в уругвайской Примере. 19 сентября 2019 года в поединке против «Рампла Хуниорс» Энцо забил свой первый гол за «Пеньяроль». Летом 2020 года Мартинес на правах аренды перешёл в португальскую «Тонделу». 3 октября в матче против «Браги» он дебютировал в Сангриш лиге.
В середине 2021 года Мартинес перешёл в аргентинский «Велес Сарсфилд». 8 августа в матче против «Колона» он дебютировал в аргентинской Примере. 10 декабря в поединке против «Платенсе» Энцо забил свой первый гол за «Велес Сарсфилд». 
В начале 2022 года Мартинес перешёл в мексиканский «Керетаро». 9 января в матче против «Монтеррея» он дебютировал в мексиканской Примере. В начале 2023 года Мартинес перешёл в «Пачуку». 19 марта в матче против Пумас УНАМ он дебютировал за новую команду. 

## Достижения
Клубные
 «Пеньяроль»
- Победитель чемпионата Уругвая (1): 2018